# He Jing
He Jing (kitajsko: 何影; pinjin: Hé Yǐng), kitajska lokostrelka, * 17. april 1977, Džilin, Ljudska republika Kitajska.
Sodelovala je na lokostrelskem delu poletnih olimpijskih igrah 2004.